# Гулдара (Яванский район)
Гулдара (тадж. Гулдара) — село в Яванском районе Хатлонской области Республики Таджикистан. Административный центр джамоата (сельской общины) им. Гулсары Юсуфовой (бывш. Навкорам) Яванского района.
Находится на расстоянии 7 км от райцентра (пгт. Яван) и 5 км от центра общины (с. Навкорам).
Население — 1783 чел. (2017).